# Beckett (film)
Beckett è un film del 2021 diretto da Ferdinando Cito Filomarino.

## Trama
Beckett e April, una coppia di turisti americani in Grecia, si spostano da Atene nel nord del paese. A causa di un colpo di sonno del marito, l’auto finisce fuori strada schiantandosi contro una casa di campagna. April muore nell'impatto mentre Beckett, protetto dalla cintura, si frattura solamente il braccio sinistro.
L'uomo riferisce alla polizia di aver visto un adulto e un ragazzino dai capelli rossi nella casa da lui danneggiata nell'incidente. Quindi ancora sotto choc, e meditando forse un gesto disperato, torna in quella casa dove, improvvisamente, è oggetto di un attacco da parte della stessa polizia locale che gli spara con l’intento di ucciderlo. Salvo per miracolo, ma con due pallottole proprio nel braccio già offeso, Beckett comincia una fuga disperata tra le montagne, riuscendo anche a contattare l'ambasciata americana che però richiede tempo per poter intervenire.
Essendo braccato, Beckett preferisce fuggire in modo da portarsi ad Atene per mettersi in salvo. Raggiunto su un treno dal poliziotto, riesce a fuggire dopo averlo ferito ad un piede. Quindi scopre che il ragazzino che aveva visto nella casa è il figlio, misteriosamente rapito, del candidato della sinistra Karras. Contattate due attiviste politiche di sinistra, ottiene un passaggio per Atene e giunge alla conclusione che Alba Dorata, la fazione politica che si oppone a Karras, sia responsabile del rapimento del bambino e lo voglia morto in quanto scomodo testimone.
Ad Atene, dopo un'ulteriore aggressione, raggiunge l'ambasciata americana. Dopo essere stato medicato e rassicurato viene portato fuori da un funzionario colluso che tenta di ucciderlo, costringendolo a scappare di nuovo. Ritrovate le attiviste si reca al grande comizio di Karras in piazza Syntagma, dove lo stesso leader politico è vittima di un attentato. Sbarazzatosi del viscido funzionario americano che lo aveva ripreso dandogli una nuova versione dei fatti poco convincente, Beckett scorge quelli che gli avevano dato la caccia e li insegue fino ad annientarli eroicamente, liberando il bambino sequestrato, che era nascosto nel bagagliaio di un'auto.
Il senso di colpa per aver causato la morte dell'amata moglie ha dato a Beckett la forza di riscattarsi, salvando la vita del bambino sequestrato, noncurante del fatto di aver messo a rischio la propria vita ripetutamente.

## Produzione

### Sviluppo
Nell'aprile del 2019 è stato annunciato che John David Washington, Alicia Vikander, Boyd Holbrook e Vicky Krieps si erano uniti al cast del film, che sarebbe stato prodotto da Luca Guadagnino. Il titolo originale del film, Born to Be Murdered, è stato cambiato in Beckett nel gennaio del 2021.

### Riprese
Le riprese si sono tenute ad Atene nell'aprile del 2019.

## Promozione
Il primo trailer del film è stato diffuso online il 1º luglio del 2021.

## Distribuzione
Il film è stato presentato in anteprima il 4 agosto 2021 al 74º Festival di Locarno ed è stato distribuito a livello globale su Netflix a partire dal 13 agosto 2021.

## Accoglienza

### Critica
Per Maurizio Porro, il film è una storia di caccia all'uomo in cui è implicato un uomo qualunque. La Grecia, il paese in cui è ambientato il film, è ripresa senza retorica paesaggistica, in modo che la natura sia sempre molto espressiva. Il regista Filomarino dimostra padronanza del mezzo, «passando dall'interiorità di una poetessa suicida alle corse a perdifiato di questo turista per caso nel mezzo di un kidnapping».